# Jai Courtney
Jai Stephen Courtney (ur. 15 marca 1986 w Sydney) – australijski aktor filmowy i telewizyjny.

## Życiorys

### Wczesne lata
Urodził się w Sydney, w Nowej Południowej Walii. Wychowywał się w Cherrybrook, na przedmieściach Sydney. Jego ojciec, Chris, pracował w państwowej firmie elektrycznej, a jego matka, Karen, była nauczycielką w Galston Public School, gdzie Courtney i jego starsza siostra byli uczniami. Następnie uczęszczał do Cherrybrook Technology High School.
W 2008 ukończył Western Australian Academy of Performing Arts.

### Kariera
W 2005 po raz pierwszy trafił przed kamery w filmie krótkometrażowym Boys Grammar z Danielem Feuerriegelem. W 2006 wystąpił jako Harry Avent w dwóch odcinkach popularnego serialu australijskiego Seven Network Cena życia. W 2010 w dziesięciu odcinkach serialu stacji Starz Spartakus: Krew i piach zagrał postać Rzymianina Warro, przyjaciela Spartakusa, który dobrowolnie sprzedaje się na określony czas do ludusu Batiatusa (John Hannah) w celu wspomożenia rodziny.
Przyjął rolę Charliego w dramacie sensacyjnym Christophera McQuarriego Jack Reacher: Jednym strzałem (2012) z Tomem Cruise’em (Jack Reacher). W filmie akcji  Johna Moore’a Szklana pułapka 5 (2013) wystąpił w roli Johna „Jacka” McClane’a Jr., syna Johna McClane’a (Bruce Willis). W deszczowcu Szlak zbrodni (2013) z Joelem Edgertonem pojawił się jako Jim Melic. W 2014 zagrał Gideona, przywódcę armii gargulców w filmie fantasy Ja, Frankenstein, Erica z frakcji Dauntless w przygodowym filmie fantastycznonaukowym Neila Burgera Niezgodna, Hugh „Cupa” Cuppernella w biograficznym dramacie wojennym Angeliny Jolie Niezłomny z Jackiem O’Connellem oraz podpułkownika Cyrila Hughesa w dramacie Russella Crowe Źródło nadziei. Wcielił się w postać Kyle’a Reese’a, ojca Johna Connora (Jason Clarke) i żołnierza w filmie sensacyjnym sci-fi Terminator: Genisys (2015). Przyjął rolę kapitana Boomeranga w filmie Davida Ayera Legion samobójców (2016), według komiksów z serii Suicide Squad, wydawnictwa DC Comics.

## Wybrana filmografia
| Rok       | Tytuł                                               | Rola                        |
| --------- | --------------------------------------------------- | --------------------------- |
| 2008      | Cena życia (All Saints)                             | Harry Avent                 |
| 2008-2009 | Chata pełna Rafterów (Packed to the Rafters)        | Damian                      |
| 2009      | Stone Bros.                                         | Eric                        |
| 2010      | Spartakus: Krew i piach (Spartacus: Blood and Sand) | Warro                       |
| 2012      | Jack Reacher: Jednym strzałem (Jack Reacher)        | Charlie                     |
| 2013      | Szklana pułapka 5 (A Good Day to Die Hard)          | John „Jack” McClane, Jr.    |
| 2013      | Felony                                              | Jim Melic                   |
| 2014      | Ja, Frankenstein (I, Frankenstein)                  | Gideon                      |
| 2014      | Niezgodna (Divergent)                               | Eric                        |
| 2014      | Niezłomny (Unbroken)                                | Hugh Cup Cuppernell         |
| 2015      | Zbuntowana (Insurgent)                              | Eric                        |
| 2015      | Terminator: Genisys                                 | Kyle Reese                  |
| 2016      | Legion samobójców (Suicide Squad)                   | Kapitan Boomerang           |
| 2020      | Uczciwy złodziej (Honest Thief)                     | Agent specjalny John Nivens |